# Joseph Zen Ze-kiun
Joseph Zen Ze-kiun, S.D.B. (en chino tradicional: 陳日君, en pinyin: Chén Rìjūn; Shanghái, 13 de enero de 1932) es un obispo y cardenal católico chino. Pertenece a la  Pía Sociedad de San Francisco de Sales (los salesianos). 

## Biografía
Nació en Yang King-pang (Shanghái) en 1932. Ingresó en la Orden salesiana en el noviciado de Hong Kong, haciendo su primera profesión el 16 de agosto de 1949 y la profesión perpetua el 16 de agosto de 1955. Inició sus estudios filosóficos y teológicos en la casa salesiana de Turín, obteniendo el título de grado (denominado Baccalaureatus en las universidades eclesiásticas) en Sagrada Teología, para después trasladarse a la Pontificia Universidad Salesiana de Roma, donde obtuvo el máster (denominado Licentia en las universidades eclesiásticas) en Sagrada Teología y el doctorado en Filosofía. Fue ordenado sacerdote en Turín el 11 de febrero de 1961.  
Al culminar sus estudios en Roma, regresó a China para ejercer allí su labor sacerdotal y docente. Sirvió como superior provincial salesiano durante seis años y fue profesor de Filosofía y de Teología en varios seminarios chinos.

### Episcopado

#### Obispo Coadjutor de Hong Kong
El 13 de septiembre de 1996, el Santo Padre Juan Pablo II lo nombró obispo coadjutor de la diócesis de Hong Kong. Fue consagrado obispo el 9 de diciembre por el cardenal John Baptist Wu, obispo de Hong Kong.

#### Obispo de Hong Kong
El 23 de septiembre de 2002, se convirtió en el XII Obispo de la Diócesis de Hong Kong. En 2008, el papa le confió las meditaciones del Vía Crucis. Ese mismo año condenó, en nombre de la diócesis de Hong Kong, la represión china de los manifestantes tibetanos. 

#### Obispo Emérito de Hong Kong
El 15 de abril de 2009 fue sucedido en la cátedra episcopal de Hong Kong por el que hasta entonces fue su obispo coadjutor, John Tong Hon. 

### Cardenalato
El papa Benedicto XVI lo creó cardenal en el consistorio del 24 de marzo de 2006. El 13 de enero de 2012 cumplió ochenta años, convirtiéndose en cardenal no elector y perdiendo el derecho a participar en los cónclaves futuros.
En 2016, expresó su inquietud por la posibilidad de que el gobierno comunista chino y la Santa Sede pudieran alcanzar un acuerdo que podría suponer una traición a los cristianos y secundar una iglesia falsa en aquel país.
Tras la reforma litúrgica es uno de los cardenales que celebraba la misa tridentina.

### Cargos en la curia romana
El cardenal Zen ha sido miembro de la Congregación para el Culto Divino y la Disciplina de los Sacramentos, de la Congregación para la Evangelización de los Pueblos, del XI Consejo Ordinario de la Secretaría General del Sínodo de los Obispos y del Consejo Especial para Asia de la Secretaría General del Sínodo de los Obispos.

### Arresto
El 11 de mayo del 2022, fue arrestado por las autoridades chinas, pero fue puesto en libertad el mismo día.
En 2023 fue propuesto para el Premio Nobel de la Paz.

## Posiciones
En 2023, junto a los también cardenales Raymond Leo Burke (EE. UU.), Robert Sarah (Guinea-Conakri), Juan Sandoval Íñiguez (México) y Walter Brandmüller (Alemania), envió al Papa Francisco y al entonces prefecto del Dicasterio para la Doctrina de la Fe unas dubia para aclarar la doctrina católica en algunos puntos capitales de cara al entonces inminente y polémico Sínodo sobre la Sinodalidad. Los cinco cardenales querían preservar intacto el depósito de la fe revelada frente a las innovaciones que exigían algunos sectores. Además, los cinco coincidieron en que el cardenal George Pell (Australia), fallecido unos meses antes de la presentación de las dubia, las habría suscrito de seguir con vida. El cardenal Müller (Alemania), antiguo prefecto de la Congregación para la Doctrina de la Fe, manifestó abiertamente su apoyo a los cinco cardenales que presentaron las dubia al Pontífice. El Papa Francisco contestó a los dubia unos meses después, pero lo hizo de tal modo que ninguno de los cardenales quedó satisfecho, al ser las respuestas demasiado vagas y poco exhaustivas.